# کیسه بیضه

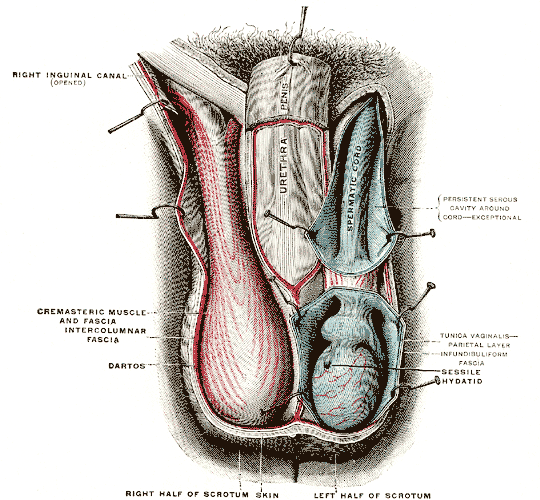
نمودار کیسه بیضه. در سمت چپ حفره واژینالیس از غشاء باز شده است.

کیسه بیضه یا اسکرُتوم (به انگلیسی: Scrotum) کیسه‌ای است که در جنس نر تمامی پستانداران وجود دارد. این کیسه از جنس ماهیچه صاف است که به صورت غیرارادی دمای بیضه‌ها (تستیکول‌ها) را تنظیم می‌کند. بیضه‌ها پیش از تولد درون شکم قرار دارند و کمی پس از تولد (از طریق مجرای اینگوئینال) وارد کیسه بیضه می‌شوند.
دمای اسکروتوم حدود ۳ درجه پایین‌تر از دمای بدن،  یعنی در حدود ۳۵–۳۴ درجه سلسیوس است. با این حال، با رفلکس کرماستر وقتی دمای محیط سردتر از ۳۴ درجه باشد، ماهیچه‌های کیسه بیضه منقبض شده و بیضه‌ها به زیر شکم می‌چسبند تا گرم تر شوند و از سوی دیگر، وقتی هوا گرم‌تر از ۳۴ درجه باشد ماهیچه‌های اسکرتوم به حالت استراحت درمی‌آیند و بیضه‌ها از شکم فاصله می‌گیرند تا خنک‌تر شوند و شرایط را برای اسپرم‌سازی (اسپرماتوژنز) مهیا کنند.

## ساختار
در انسان، کیسهٔ بیضه کیسه‌ای دوحجره‌ای و آویزان از پوست و بافت عضلات است که بیضه‌ها و بخش پایینی طناب‌های منی را در خود جای داده است. این کیسه در پشت آلت تناسلی و بالای قسمت میان‌چه قرار دارد. شکاف میان‌چه یک نوار پوستی عمودی کوچک است که از مقعد به میانهٔ کیسهٔ بیضه از جلو به عقب می‌گذرد. کیسهٔ بیضه همچنین گسترشی از قسمت میان‌چه است و برخی از بافت‌های شکمی از جمله شریان بیضه، ورید بیضه و شبکهٔ کوریک (پاپیلاژ) را دربردارد.

## رشد
در هفتهٔ پنجم پس از لقاح، پشتهٔ تناسلی به پشت پرده شکم رشد می‌کند. در هفتهٔ ششم، درون پشتهٔ تناسلی در حال افزایش، بافت‌هایی نخی شکل به نام طناب‌های جنسی اولیه شکل می‌گیرند. در بیرون، تورمی به نام برآمدگی تناسلی بر روی غشای کلوآک پدیدار می‌شود.
ترشح تستوسترون در هفتهٔ هشتم آغاز می‌شود، در هفتهٔ سیزدهم به اوج می‌رسد و تا پایان سه‌ماهه دوم به سطح بسیار پایین کاهش می‌یابد. تستوسترون سبب مردانه شدن چین‌های لابیوسکرومی کیسهٔ بیضه می‌شود. شکاف کیسه بیضه زمانی شکل می‌گیرد که شکاف مجاری ادراری جنینی تا هفتهٔ دوازدهم بسته می‌شود.

### رشد کیسهٔ بیضه و بلوغ جنسی
اگرچه بیضه‌ها و کیسهٔ بیضه در مراحل اولیهٔ رشد جنینی شکل می‌گیرند، بلوغ جنسی در دورهٔ بلوغ آغاز می‌شود. افزایش ترشح تستوسترون باعث تیره‌تر شدن پوست و رویش موی عانه بر روی کیسهٔ بیضه می‌شود.

## جانوران دیگر
کیسهٔ بیضه در تمامی پستانداران زمینی بوریال به‌جز اسب آبی، کرگدن‌ها، خارپشت‌ها، مول‌ها، پانگولین‌ها، تاپیرها و خانواده‌های مختلفی از خفاش‌ها و جوندگان وجود دارد. در این پستانداران مقعد به وسیلهٔ قسمت میان‌چه از کیسهٔ بیضه جدا شده است. در دیگر مهره‌داران، از جمله جانوران کلوآکی، بیضه‌ها درون حفره بدن باقی می‌مانند.
برخلاف پستانداران جفت‌دار، در برخی از نرهای کیسه گرایان، کیسهٔ بیضه در جلوی آلت تناسلی قرار دارد، که هم‌تای کیسهٔ بیضه پستانداران جفت‌دار نیست، هرچند که چند گونه از کیسه‌داران وجود دارند که بدون کیسهٔ بیضه خارجی هستند.